# Ondrej Nepela Trophy de 2015
Ondrej Nepela Trophy de 2015 foi a vigésima terceira edição do Ondrej Nepela Trophy, um evento anual de patinação artística no gelo, e que fez parte do Challenger Series de 2015–16. A competição foi disputada entre os dias 1 de outubro e 3 de outubro, na cidade de Bratislava, Eslováquia.

## Eventos
- Individual masculino
- Individual feminino
- Duplas
- Dança no gelo

## Medalhistas
| Evento                        | Ouro                                    | Prata                                          | Bronze                                           |
| Individual masculino detalhes | Jason Brown · Estados Unidos            | Mikhail Kolyada · Rússia                       | Gordei Gorshkov · Rússia                         |
| Individual feminino detalhes  | Evgenia Medvedeva · Rússia              | Anna Pogorilaya · Rússia                       | Maria Artemieva · Rússia                         |
| Duplas detalhes               | Ksenia Stolbova · Fedor Klimov · Rússia | Kristina Astakhova · Alexei Rogonov · Rússia   | Evgenia Tarasova · Vladimir Morozov · Rússia     |
| Dança no gelo detalhes        | Piper Gilles · Paul Poirier · Canadá    | Penny Coomes · Nicholas Buckland · Reino Unido | Maia Shibutani · Alex Shibutani · Estados Unidos |

## Resultados

### Individual masculino
| Pos.              | Nome                  | Nacionalidade  | Pontos | PC         | PL         |
| ----------------- | --------------------- | -------------- | ------ | ---------- | ---------- |
| Medalha de ouro   | Jason Brown           | Estados Unidos | 239.37 | 76.98 (2)  | 162.39 (1) |
| Medalha de prata  | Mikhail Kolyada       | Rússia         | 229.59 | 84.33 (1)  | 145.26 (4) |
| Medalha de bronze | Gordei Gorshkov       | Rússia         | 223.25 | 76.25 (3)  | 147.00 (2) |
| 4                 | Adian Pitkeev         | Rússia         | 204.20 | 58.37 (5)  | 145.83 (3) |
| 5                 | Keegan Messing        | Canadá         | 195.67 | 73.16 (4)  | 122.51 (5) |
| 6                 | Matthias Versluis     | Finlândia      | 168.31 | 56.52 (6)  | 111.79 (6) |
| 7                 | Pavel Ignatenko       | Bielorrússia   | 155.32 | 51.09 (9)  | 104.23 (7) |
| 8                 | Andrew Dodds          | Austrália      | 141.80 | 51.49 (8)  | 90.31 (11) |
| 9                 | Charlie Parry-Evans   | Reino Unido    | 141.67 | 48.18 (11) | 93.49 (10) |
| 10                | Patrick Myzyk         | Polônia        | 141.56 | 45.56 (13) | 96.00 (9)  |
| 11                | Alexander Zahradnicek | França         | 140.83 | 44.64 (14) | 96.19 (8)  |
| 12                | Michael Neuman        | Eslováquia     | 131.63 | 53.65 (7)  | 77.98 (14) |
| 13                | Manuel Koll           | Áustria        | 129.84 | 49.03 (10) | 80.81 (12) |
| 14                | Marco Klepoch         | Eslováquia     | 126.16 | 46.65 (12) | 79.51 (13) |
| 15                | Jordan Dodds          | Austrália      | 107.17 | 34.13 (16) | 73.04 (15) |
| 16                | Jakub Krsnak          | Eslováquia     | 99.66  | 41.44 (15) | 58.22 (16) |

### Individual feminino
| Pos.              | Nome                 | Nacionalidade    | Pontos | PC         | PL         |
| ----------------- | -------------------- | ---------------- | ------ | ---------- | ---------- |
| Medalha de ouro   | Evgenia Medvedeva    | Rússia           | 183.94 | 63.68 (1)  | 120.26 (2) |
| Medalha de prata  | Anna Pogorilaya      | Rússia           | 178.38 | 53.01 (9)  | 125.37 (1) |
| Medalha de bronze | Maria Artemieva      | Rússia           | 177.21 | 61.21 (3)  | 116.00 (3) |
| 4                 | Gabrielle Daleman    | Canadá           | 171.72 | 60.76 (4)  | 110.96 (4) |
| 5                 | Riona Kato           | Japão            | 166.55 | 61.84 (2)  | 104.71 (7) |
| 6                 | Yuka Nagai           | Japão            | 165.17 | 56.74 (6)  | 108.43 (5) |
| 7                 | Joshi Helgesson      | Suécia           | 161.07 | 60.03 (5)  | 101.04 (9) |
| 8                 | Roberta Rodeghiero   | Itália           | 156.64 | 53.19 (8)  | 103.45 (8) |
| 9                 | Nicole Rajičová      | Eslováquia       | 156.29 | 49.65 (12) | 106.64 (6) |
| 10                | Angelīna Kučvaļska   | Letônia          | 150.38 | 53.38 (7)  | 97.00 (10) |
| 11                | Anna Duskova         | República Tcheca | 146.46 | 51.01 (11) | 95.45 (11) |
| 12                | Eliška Březinová     | República Tcheca | 144.65 | 51.77 (10) | 92.88 (12) |
| 13                | Mariah Bell          | Estados Unidos   | 135.43 | 43.93 (13) | 91.50 (13) |
| 14                | Helery Halvin        | Estônia          | 120.14 | 38.75 (15) | 81.39 (16) |
| 15                | Alexandra Hagarova   | Eslováquia       | 118.08 | 35.81 (18) | 82.27 (14) |
| 16                | Kerstin Frank        | Áustria          | 116.24 | 34.18 (19) | 82.06 (15) |
| 17                | Bronislava Dobiášová | Eslováquia       | 107.78 | 38.56 (16) | 69.22 (17) |
| 18                | Sara Falotico        | Itália           | 105.89 | 37.90 (17) | 67.99 (18) |
| 19                | Jana Coufalova       | República Tcheca | 101.23 | 39.42 (14) | 61.81 (21) |
| 20                | Laure Nicodet        | Suíça            | 100.75 | 33.27 (20) | 67.48 (19) |
| 21                | Belinda Schönberger  | Áustria          | 98.68  | 31.50 (21) | 67.18 (20) |

### Duplas
| Pos.              | Nome                                   | Nacionalidade  | Pontos | DC         | DL         |
| ----------------- | -------------------------------------- | -------------- | ------ | ---------- | ---------- |
| Medalha de ouro   | Ksenia Stolbova / Fedor Klimov         | Rússia         | 190.28 | 66.10 (2)  | 124.18 (2) |
| Medalha de prata  | Kristina Astakhova / Alexei Rogonov    | Rússia         | 185.00 | 60.50 (3)  | 124.50 (1) |
| Medalha de bronze | Evgenia Tarasova / Vladimir Morozov    | Rússia         | 184.28 | 66.94 (1)  | 117.34 (3) |
| 4                 | Lubov Iliushechkina / Dylan Moscovitch | Canadá         | 169.04 | 57.38 (4)  | 111.66 (4) |
| 5                 | Miriam Ziegler / Severin Kiefer        | Áustria        | 147.22 | 47.54 (6)  | 99.68 (5)  |
| 6                 | Gretchen Donlan / Nathan Bartholomay   | Estados Unidos | 145.44 | 51.76 (5)  | 93.68 (6)  |
| 7                 | Anna Marie Pierce / Mark Magyar        | Hungria        | 114.34 | 40.24 (8)  | 74.10 (7)  |
| 8                 | Alexandra Herbríková / Nicolas Roulet  | Suíça          | 113.28 | 40.62 (7)  | 72.66 (8)  |
| 9                 | Ioulia Chtchetinina / Noah Scherer     | Suíça          | 100.76 | 34.40 (9)  | 66.36 (9)  |
| 10                | Paris Stephens / Matthew Dodds         | Austrália      | 78.80  | 24.86 (10) | 53.94 (10) |

### Dança no gelo
| Pos.              | Nome                                  | Nacionalidade    | Pontos | DC        | DL        |
| ----------------- | ------------------------------------- | ---------------- | ------ | --------- | --------- |
| Medalha de ouro   | Piper Gilles / Paul Poirier           | Canadá           | 159.14 | 62.56 (3) | 96.58 (1) |
| Medalha de prata  | Penny Coomes / Nicholas Buckland      | Reino Unido      | 156.22 | 62.70 (2) | 93.52 (2) |
| Medalha de bronze | Maia Shibutani / Alex Shibutani       | Estados Unidos   | 154.34 | 63.24 (1) | 91.10 (3) |
| 4                 | Federica Testa / Lukáš Csölley        | Eslováquia       | 138.66 | 55.08 (4) | 83.58 (4) |
| 5                 | Kavita Lorenz / Panagiotis Polizoakis | Alemanha         | 127.30 | 47.36 (5) | 79.94 (5) |
| 6                 | Cortney Mansour / Michal Češka        | República Tcheca | 117.04 | 45.96 (6) | 71.08 (6) |
| 7                 | Victoria Manni / Saverio Giacomelli   | Itália           | 103.78 | 41.46 (7) | 62.32 (7) |

## Quadro de medalhas
| Ordem | País           | Medalha de ouro | Medalha de prata | Medalha de bronze |    | Ordem por total |
| ----- | -------------- | --------------- | ---------------- | ----------------- | -- | --------------- |
| 1     | Rússia         | 2               | 3                | 3                 | 8  | 1               |
| 2     | Estados Unidos | 1               |                  | 1                 | 2  | 2               |
| 3     | Canadá         | 1               |                  |                   | 1  | 3               |
| 4     | Reino Unido    |                 | 1                |                   | 1  | 3               |
| TOTAL | TOTAL          | 4               | 4                | 4                 | 12 | —               |